# Sainte-Marie-la-Blanche
 Sainte-Marie-la-Blanche  là một xã ở tỉnh Côte-d'Or trong vùng Bourgogne, phía đông nước Pháp. Khu vực này có độ cao trung bình 198 mét trên mực nước biển.